# Temporada 1992-93 de los Houston Rockets
La temporada 1992-93 fue la vigesimosegunda de los Houston Rockets en su localización de Texas, y la vigesimosexta en la NBA, tras haber jugado las cuatro primeras en San Diego (California). La temporada regular acabó con 55 victorias y 27 derrotas, ocupando el segundo puesto de la conferencia Oeste, clasificándose para los playoffs, en los que cayeron en semifinales de conferencia ante los Seattle SuperSonics.

## Elecciones en elDraft
| Ronda | Puesto | Jugador      | Posición  | Nacionalidad   | Universidad/Club |
| ----- | ------ | ------------ | --------- | -------------- | ---------------- |
| 1     | 11     | Robert Horry | Alero     | Estados Unidos | Alabama          |
| 2     | 41     | Popeye Jones | Ala-Pivot | Estados Unidos | Murray State     |
| 2     | 53     | Curtis Blair | Base      | Estados Unidos | Richmond         |

## Temporada regular
| División Medio Oeste   | División Medio Oeste | División Medio Oeste | División Medio Oeste | División Medio Oeste | División Medio Oeste | División Medio Oeste | División Medio Oeste | División Medio Oeste |
| Equipo                 | G                    | P                    | %                    | PD                   | Casa                 | Fuera                | Div                  |                      |
| ---------------------- | -------------------- | -------------------- | -------------------- | -------------------- | -------------------- | -------------------- | -------------------- | -------------------- |
| y-Houston Rockets      | 55                   | 27                   | .671                 | —                    | 31–10                | 24–17                | 19–7                 |                      |
| x-San Antonio Spurs    | 49                   | 33                   | .598                 | 6                    | 31–10                | 18–23                | 17–9                 |                      |
| x-Utah Jazz            | 47                   | 35                   | .573                 | 8                    | 28–13                | 19–22                | 16–10                |                      |
| Denver Nuggets         | 36                   | 46                   | .439                 | 19                   | 28–13                | 8–33                 | 13–13                |                      |
| Minnesota Timberwolves | 19                   | 63                   | .232                 | 36                   | 11–30                | 8–33                 | 10–16                |                      |
| Dallas Mavericks       | 11                   | 71                   | .134                 | 44                   | 7–34                 | 4–37                 | 3–23                 |                      |

## Playoffs

### Primera ronda
Houston Rockets vs. Los Angeles Clippers 
| Fecha       | Partido                                      | Ciudad      |
| ----------- | -------------------------------------------- | ----------- |
| 29 de abril | Houston Rockets 117, Los Angeles Clippers 94 | Houston     |
| 1 de mayo   | Houston Rockets 83, Los Angeles Clippers 95  | Houston     |
| 3 de mayo   | Los Angeles Clippers 99, Houston Rockets 111 | Los Ángeles |
| 5 de mayo   | Los Angeles Clippers 93, Houston Rockets 90  | Los Ángeles |
| 8 de mayo   | Houston Rockets 84, Los Angeles Clippers 80  | Houston     |
|             | Houston Rockets gana las series 3-2          |             |

### Semifinales de Conferencia
Seattle SuperSonics vs. Houston Rockets 
| Fecha      | Partido                                      | Ciudad  |
| ---------- | -------------------------------------------- | ------- |
| 10 de mayo | Seattle SuperSonics 99, Houston Rockets 90   | Seattle |
| 12 de mayo | Seattle SuperSonics 111, Houston Rockets 100 | Seattle |
| 15 de mayo | Houston Rockets 97, Seattle SuperSonics 79   | Houston |
| 16 de mayo | Houston Rockets 103, Seattle SuperSonics 92  | Houston |
| 18 de mayo | Seattle SuperSonics 120, Houston Rockets 95  | Seattle |
| 20 de mayo | Houston Rockets 103, Seattle SuperSonics 90  | Houston |
| 22 de mayo | Seattle SuperSonics 103, Houston Rockets 100 | Seattle |
|            | Seattle SuperSonics gana las series 4-3      |         |

## Estadísticas

### Temporada regular
| Rk | Jugador            | Edad | P  | PT | MP   | TC   | TCI  | %TC  | T3  | T3I | %T3  | TL  | TLI | %TL  | RO  | RD  | RT   | AS  | RB  | TAP | BP  | FP  | PTS  |
| -- | ------------------ | ---- | -- | -- | ---- | ---- | ---- | ---- | --- | --- | ---- | --- | --- | ---- | --- | --- | ---- | --- | --- | --- | --- | --- | ---- |
| 1  | Hakeem Olajuwon    | 30   | 82 | 82 | 39.5 | 10.3 | 19.5 | .529 | 0.0 | 0.1 | .000 | 5.4 | 7.0 | .779 | 3.5 | 9.6 | 13.0 | 3.5 | 1.8 | 4.2 | 3.2 | 3.7 | 26.1 |
| 2  | Otis Thorpe        | 30   | 72 | 69 | 32.7 | 5.3  | 9.6  | .558 | 0.0 | 0.0 | .000 | 2.1 | 3.6 | .598 | 3.0 | 5.1 | 8.2  | 2.5 | 0.6 | 0.3 | 2.1 | 3.3 | 12.8 |
| 3  | Vernon Maxwell     | 27   | 71 | 68 | 31.7 | 4.9  | 12.1 | .407 | 1.7 | 5.1 | .332 | 2.3 | 3.2 | .719 | 0.4 | 2.7 | 3.1  | 4.2 | 1.2 | 0.1 | 2.0 | 1.7 | 13.8 |
| 4  | Robert Horry       | 22   | 79 | 79 | 29.5 | 4.1  | 8.6  | .474 | 0.2 | 0.6 | .255 | 1.8 | 2.5 | .715 | 1.4 | 3.5 | 5.0  | 2.4 | 1.0 | 1.1 | 2.0 | 2.7 | 10.1 |
| 5  | Kenny Smith        | 27   | 82 | 82 | 29.5 | 4.7  | 9.1  | .520 | 1.2 | 2.7 | .438 | 2.4 | 2.7 | .878 | 0.3 | 1.6 | 2.0  | 5.4 | 1.0 | 0.1 | 2.0 | 1.3 | 13.0 |
| 6  | Carl Herrera       | 26   | 81 | 12 | 22.2 | 3.0  | 5.5  | .541 | 0.0 | 0.0 | .000 | 1.5 | 2.2 | .710 | 1.8 | 3.8 | 5.6  | 0.8 | 0.6 | 0.4 | 1.1 | 2.3 | 7.5  |
| 7  | Scott Brooks       | 27   | 82 | 0  | 18.5 | 2.2  | 4.7  | .475 | 0.5 | 1.2 | .414 | 1.4 | 1.6 | .830 | 0.3 | 0.9 | 1.2  | 3.0 | 1.0 | 0.0 | 0.9 | 1.7 | 6.3  |
| 8  | Matt Bullard       | 25   | 79 | 4  | 17.2 | 2.7  | 6.3  | .431 | 1.2 | 3.1 | .374 | 0.7 | 0.9 | .784 | 0.8 | 2.0 | 2.8  | 1.4 | 0.4 | 0.1 | 0.7 | 1.6 | 7.3  |
| 9  | Sleepy Floyd       | 32   | 52 | 10 | 16.7 | 2.4  | 5.9  | .407 | 0.3 | 1.1 | .286 | 1.6 | 2.0 | .794 | 0.3 | 1.4 | 1.7  | 2.5 | 0.6 | 0.1 | 1.3 | 1.1 | 6.6  |
| 10 | Winston Garland    | 28   | 66 | 4  | 15.2 | 2.3  | 5.2  | .443 | 0.1 | 0.2 | .462 | 1.2 | 1.3 | .910 | 0.5 | 1.2 | 1.6  | 2.1 | 0.6 | 0.1 | 1.0 | 1.8 | 5.9  |
| 11 | Terry Teagle       | 32   | 2  | 0  | 12.5 | 1.0  | 3.5  | .286 | 0.0 | 0.0 |      | 0.5 | 1.0 | .500 | 0.0 | 1.5 | 1.5  | 1.0 | 0.0 | 0.0 | 0.5 | 0.5 | 2.5  |
| 12 | Kennard Winchester | 26   | 39 | 0  | 8.7  | 1.6  | 3.6  | .439 | 0.1 | 0.5 | .211 | 0.4 | 0.6 | .773 | 0.4 | 0.8 | 1.3  | 0.3 | 0.3 | 0.3 | 0.4 | 1.0 | 3.7  |
| 13 | Tree Rollins       | 37   | 42 | 0  | 5.9  | 0.3  | 1.0  | .268 | 0.0 | 0.0 | .000 | 0.2 | 0.3 | .750 | 0.3 | 1.1 | 1.4  | 0.2 | 0.1 | 0.4 | 0.2 | 1.0 | 0.7  |
| 14 | Mark Acres         | 30   | 6  | 0  | 3.8  | 0.3  | 1.5  | .222 | 0.2 | 0.3 | .500 | 0.2 | 0.3 | .500 | 0.3 | 0.7 | 1.0  | 0.0 | 0.0 | 0.0 | 0.3 | 0.3 | 1.0  |

### Playoffs
| Rk | Jugador         | Edad | P  | PT | MP   | TC   | TCI  | %TC  | T3  | T3I | %T3  | TL  | TLI | %TL   | RO  | RD  | RT   | AS  | RB  | TAP | BP  | FP  | PTS  |
| -- | --------------- | ---- | -- | -- | ---- | ---- | ---- | ---- | --- | --- | ---- | --- | --- | ----- | --- | --- | ---- | --- | --- | --- | --- | --- | ---- |
| 1  | Hakeem Olajuwon | 30   | 12 | 12 | 43.2 | 10.3 | 19.8 | .517 | 0.0 | 0.1 | .000 | 5.2 | 6.3 | .827  | 4.3 | 9.7 | 14.0 | 4.8 | 1.8 | 4.9 | 3.8 | 3.1 | 25.7 |
| 2  | Otis Thorpe     | 30   | 12 | 12 | 34.9 | 6.1  | 9.6  | .635 | 0.0 | 0.0 |      | 2.3 | 3.6 | .651  | 3.0 | 5.6 | 8.6  | 2.6 | 0.5 | 0.1 | 1.4 | 2.9 | 14.5 |
| 3  | Vernon Maxwell  | 27   | 9  | 7  | 34.2 | 5.2  | 13.0 | .402 | 1.2 | 5.1 | .239 | 2.3 | 2.7 | .875  | 0.3 | 2.1 | 2.4  | 3.6 | 1.2 | 0.2 | 1.9 | 1.9 | 14.0 |
| 4  | Kenny Smith     | 27   | 12 | 12 | 32.6 | 5.3  | 10.7 | .492 | 1.9 | 3.8 | .500 | 2.3 | 3.0 | .778  | 0.2 | 1.8 | 2.0  | 4.2 | 0.8 | 0.1 | 2.2 | 1.5 | 14.8 |
| 5  | Robert Horry    | 22   | 12 | 12 | 31.2 | 3.9  | 8.4  | .465 | 0.8 | 2.5 | .300 | 1.7 | 2.3 | .741  | 1.2 | 4.0 | 5.2  | 3.2 | 1.5 | 1.3 | 2.3 | 2.5 | 10.3 |
| 6  | Winston Garland | 28   | 12 | 5  | 20.5 | 2.5  | 6.2  | .405 | 0.0 | 0.1 | .000 | 1.4 | 1.4 | 1.000 | 0.5 | 2.3 | 2.8  | 2.6 | 1.3 | 0.0 | 1.8 | 2.3 | 6.4  |
| 7  | Scott Brooks    | 27   | 12 | 0  | 16.4 | 1.3  | 3.5  | .381 | 0.4 | 1.1 | .385 | 0.8 | 1.1 | .769  | 0.1 | 0.8 | 0.8  | 2.6 | 0.8 | 0.0 | 1.1 | 1.8 | 3.9  |
| 8  | Carl Herrera    | 26   | 12 | 0  | 16.3 | 1.8  | 4.8  | .386 | 0.0 | 0.2 | .000 | 1.0 | 1.7 | .600  | 1.3 | 2.4 | 3.8  | 0.6 | 0.3 | 0.2 | 0.9 | 3.0 | 4.7  |
| 9  | Matt Bullard    | 25   | 12 | 0  | 14.1 | 1.7  | 3.5  | .476 | 1.3 | 2.3 | .536 | 0.5 | 0.5 | 1.000 | 0.3 | 1.6 | 1.9  | 1.1 | 0.3 | 0.4 | 0.8 | 0.9 | 5.1  |
| 10 | Sleepy Floyd    | 32   | 7  | 0  | 8.6  | 0.9  | 2.7  | .316 | 0.1 | 0.4 | .333 | 1.0 | 1.4 | .700  | 0.1 | 0.4 | 0.6  | 1.1 | 0.3 | 0.0 | 1.3 | 0.3 | 2.9  |
| 11 | Tree Rollins    | 37   | 6  | 0  | 2.7  | 0.0  | 0.5  | .000 | 0.0 | 0.2 | .000 | 0.0 | 0.0 |       | 0.2 | 0.5 | 0.7  | 0.0 | 0.3 | 0.0 | 0.0 | 0.3 | 0.0  |
| 12 | Terry Teagle    | 32   | 5  | 0  | 2.4  | 0.4  | 1.0  | .400 | 0.0 | 0.0 |      | 0.0 | 0.4 | .000  | 0.0 | 0.0 | 0.0  | 0.0 | 0.0 | 0.0 | 0.6 | 0.2 | 0.8  |

## Galardones y récords
| Jugador         | Galardón                                                                                      |
| Hakeem Olajuwon | Mejor Defensor de la NBA Mejor quinteto de la NBA Mejor quinteto defensivo de la NBA All-Star |
| Robert Horry    | 2.º Mejor quinteto de rookies de la NBA                                                       |